# Morra De Sanctis
Morra De Sanctis este o comună din provincia Avellino, regiunea Campania, Italia, cu o populație de 1.320 locuitori și o suprafață de 30,41 km².

## Demografie
Morra De Sanctis - evoluția demografică

|  | Graficele sunt indisponibile din cauza unor probleme tehnice. Mai multe informații se găsesc la Phabricator și la wiki-ul MediaWiki. |

Date: Recensăminte sau birourile de statistică - grafică realizată de Wikipedia